# Гімпецень (комуна)
Гімпецень, Гімпецені (рум. Ghimpețeni) — комуна у повіті Олт в Румунії. До складу комуни входять такі села (дані про населення за 2002 рік):
- Гімпецень (1195 осіб)
- Гімпеценій-Ной (553 особи)

Комуна розташована на відстані 106 км на захід від Бухареста, 36 км на південний схід від Слатіни, 76 км на схід від Крайови.

## Населення
У 2009 року у комуні проживали 1765 осіб.